# KD Hopsi Polzela
El Hopsi Polzela es un equipo de baloncesto esloveno con sede en la ciudad de Polzela, que compite en la 1. A slovenska košarkarska liga, la primera división del baloncesto esloveno. Disputa sus encuentros como local en la Športna dvorana na Polzeli, con capacidad para 1.800 espectadores.

## Nombres
- Polzela (1992)
- Savinjska Polzela (1993)
- Kovinotehna Savinjska Polzela (1994-2007)
- Savinjski Hopsi Polzela (2007)
- Hopsi Polzela (2007-)

## Posiciones en liga
- 1992 (15)
- 1993 (11)
- 1994 (3)
- 1995 (2)
- 1996 (3)
- 1997 (2)
- 1998 (2)
- 1999 (4)
- 2000 (5)
- 2001 (11)
- 2002 (5)
- 2003 (12)
- 2004 (10-1A)
- 2005 (3-1B)
- 2006 (2-1B)
- 2007 (1-1B)
- 2008 (10-1A)
- 2009 (6)
- 2010 (9)
- 2011 (6)
- 2012 (7)
- 2013 (8)

## Palmarés
- Subcampeón 1. A slovenska košarkarska liga (1995), (1997), (1998)
- Campeón Copa de baloncesto de Eslovenia (1996)
- Subcampeón Copa de baloncesto de Eslovenia (1994) y (1997)
- Segundo 1B Eslovena (2006)
- Campeón 1B Eslovena (2007)

### Jugadores Célebres
- Beno Udrih
- Samo Udrih
- Goran Jagodnik
- Matjaž Cizej
- Dejan Hohler
- Veljko Petranović
- Jasmin Perković
- Elvir Ovčina